# Edepso
Edepso (en griego, Αιδηψός) es el nombre de una antigua ciudad griega de Eubea.
Según Estrabón, se encontraba enfrente de la ciudad de Cino de Lócride, a una distancia de unos 160 estadios, pero la distancia real entre ambas ciudades es aproximadamente la mitad. En el lugar se encuentra actualmente el balneario de Lutrá Edipsú.
Es citada también por Plinio el Viejo como una de las ciudades que fueron insignes en Eubea en tiempos pasados.
Las aguas termales del lugar eran ya famosas desde la Antigüedad. A causa de su fama para la curación de enfermedades, venía gente de muy lejos a probar sus aguas e incluso se cuenta que, en época del rey Antígono I el Tuerto, se llegó a secar el manantial, puesto que no había restricciones en cuanto a su uso por aquellas personas que quisieran. También se cuenta que, en época romana, mientras Sila estaba en Atenas, le surgió en los pies los dolores de la gota y se embarcó para llegar a Edepso, donde usó de sus aguas termales.